# Cinachyrella mertoni
Cinachyrella mertoni är en svampdjursart som först beskrevs av Jörn Hentschel 1912.  Cinachyrella mertoni ingår i släktet Cinachyrella och familjen Tetillidae.
Artens utbredningsområde är havet kring Indonesien. Inga underarter finns listade i Catalogue of Life.